# Islamische Studien
Islamische Studien ist ein seit dem Wintersemester 2010/2011 angebotenes Studienfach in Deutschland. Es geht zurück auf Empfehlungen des Wissenschaftsrats aus dem Jahr 2010, in welchen der Aufbau einer bekenntnisorientierten islamischen Theologie an deutschen Hochschulen gefordert wurde.

## Abgrenzung zur Islamwissenschaft
Von der Islamischen Theologie bzw. dem Fach Islamische Studien zu unterscheiden ist die Islamwissenschaft: Während Islamwissenschaftler unabhängig von ihrem Glauben den Islam erforschen, arbeiten Islamische Theologen aus einer religiösen Perspektive. Islamische Theologie ist dabei weitgehend gegenüber islamwissenschaftlichen Erkenntnissen offen und bezieht sie ein, um darauf aufbauend normativ zu argumentieren. Allerdings kann die Islamwissenschaft auch Theorien entwickeln, die den Glauben selbst infrage stellen; mit diesen beschäftigt sich die Islamische Theologie meist apologetisch.

## Geschichte
Als erste Universität, die die Empfehlungen des Wissenschaftsrats umsetzte, startete die Goethe-Universität Frankfurt am Main den Studiengang Islamische Studien zum Wintersemester 2010/2011. Das dort im Jahr 2009 eingerichtete Institut für Studien der Kultur und Religion des Islam hatte schon vorher einen religionswissenschaftlichen Teilstudiengang „Islamische Religion“ betreut, der theologische Inhalte hatte.
Seit dem Jahr 2011 fördert das Bundesministerium für Bildung und Forschung den Aufbau von vier Zentren für islamische Theologie an den Universitäten Erlangen-Nürnberg, Frankfurt am Main/Gießen, Münster/Osnabrück und Tübingen. Als erstes Zentrum wurde 2011 das Zentrum für Islamische Theologie in Tübingen eröffnet. An der Humboldt-Universität soll durch das Berliner Institut für Islamische Theologie ab 2019 der Bachelor-Studiengang Islamische Theologie angeboten werden, im Theologie-Beirat des Instituts sollen jedoch nur konservative muslimische Verbände sowie zwei unabhängige Wissenschaftler muslimischen Bekenntnisses vertreten sein statt liberaler.